# Vizită...
Vizită... este o schiță scrisă de Ion Luca Caragiale, în care acesta evidențiază efectele dăunătoare pe care educația greșită din familie le are asupra comportamentului copilului. Aceasta a apărut în volumul Momente și schițe (1901), în care Caragiale ridiculizează prostia și snobismul unor familii burgheze, trăsături ce au ca rezultat și eșecul în educația propriilor copii.

## Personajul principal
Ionel Popescu este un copil, personajul principal, individual și imaginar al schiței "Vizită..." de Ion Luca Caragiale. El apare ca un copil răsfățat și rău crescut, consecințe firești ale unei educații superficiale și precare, realizată prin metode total greșite.Si servitoarea a primit o lovitura zdravana de la ,,maior".

## Titlul și acțiunea
Titlul Vizită... are scopul de a sublinia experiența neplăcută traită de autor cu ocazia vizitei facute mamei lui Ionel, doamna Maria Popescu. Punctele de suspensie evidențiază sentimentele neplăcute trăite de autor cu ocazia vizitei și avertizează asupra defectelor de caracter ale personajului principal. Tema folosită reprezintă contrastul dintre aparența și esența operei .

## Alte schițe critice
Domnul Goe este o altă schiță, scrisă tot de Caragiale, cu accente critice la adresa modului de educare greșit, din unele familii. De asemenea o altă schiță cunoscută este și Bubico.